# Club Polideportivo Ejido "B"
El Club Polideportivo Ejido B, más conocido como Poli Ejido B, fue un club de fútbol de España, de la ciudad de El Ejido, en Almería, filial del Club Polideportivo Ejido. Su última temporada en activo jugaba en el Grupo IX de la Tercera División de España.

## Historia
El equipo filial del Polideportivo Ejido fue fundado en 1969, siendo presidente Salvador Callejón. Empezó en la Regional Preferente Provincial.
En 2006 consiguió por primera vez el ascenso a la Tercera División de España y al final de la misma llegó a clasificarse para la promoción de ascenso a la Segunda División B de España, aunque no logró el ascenso. La siguiente temporada, la 2007-08, el Polideportivo Ejido B finalizó en 5ª posición.

## Estadio
El Polideportivo Ejido B jugaba sus partidos como local en el Municipal de Santo Domingo. El campo fue inaugurado en 2001 y tiene capacidad para 7.870 espectadores. Consta de una tribuna cubierta, una grada de preferencia y un fondo joven. Las dimensiones del terreno de juego son 105x68 m.

## Datos del club
- Temporadas en Primera División: 0.
- Temporadas en Segunda División: 0.
- Temporadas en Segunda División B: 0.
- Temporadas en Tercera División: 3.

## Cuerpo técnico 2008/09
- Entrenador: Miguel Maza

- Segundo entrenador: Rafa Rodríguez